# Eerste klasse 1995-96 (basketbal België)
Het seizoen 1995-1996 was de 49e editie van de hoogste basketbalcompetitie.
Spirou Charleroi won een eerste landstitel.
Racing Maes Flandria Mechelen verhuisde naar Antwerpen waarbij een nieuwe VZW werd gesticht
Racing Basket Antwerpen de nieuwe VZW omvatte Racing Basket Mechelen, Sobabee, Racing Pitzemburg en Jong Merksem
Avenir Namur degradeerde vrijwillig naar het laagste provinciaal niveau, hierdoor promoveerden Duvel Willebroek, St.-Louis Liège en AC Gilly

## Naamswijziging
Racing Maes Flandria Mechelen werd Racing Basket Maes Pils Antwerpen
ISO Interim Castors Braine werd Canada Dry Castors Braine
Bobcat Gent werd AST Gent
GoodYear Aalst  werd GoodYear Belgacom Aalst
Union Quaregnon werd Belgacom Queregnon

## Eindstand
|  |    |                            | P  | W  | V  | G | Ptn |
|  | -- | -------------------------- | -- | -- | -- | - | --- |
|  | 1  | Spirou Charleroi           | 26 | 23 | 3  | 0 | 46  |
|  | 2  | Sunair BC Oostende         | 26 | 22 | 4  | 0 | 44  |
|  | 3  | Canada Dry Castors Braine  | 26 | 18 | 8  | 0 | 36  |
|  | 4  | Go Pass Pepinster          | 26 | 15 | 11 | 0 | 30  |
|  | 5  | AST Gent                   | 26 | 15 | 11 | 0 | 30  |
|  | 6  | GoodYear Belgacom Aalst    | 26 | 14 | 12 | 0 | 28  |
|  | 7  | Cuva Houthalen             | 26 | 14 | 12 | 0 | 28  |
|  | 8  | Racing Maes Pils Antwerpen | 26 | 14 | 12 | 0 | 28  |
|  | 9  | Belgacom Quaregnon         | 26 | 14 | 12 | 0 | 28  |
|  | 10 | ABB Leuven                 | 26 | 11 | 15 | 0 | 22  |
|  | 11 | Basket Brussels            | 26 | 11 | 15 | 0 | 22  |
|  | 12 | Duvel Willebroek           | 26 | 5  | 21 | 0 | 10  |
|  | 13 | AC Gilly                   | 26 | 5  | 21 | 0 | 10  |
|  | 14 | St.-Louis Liège            | 26 | 1  | 25 | 0 | 2   |

## Testmatch Behoud
AC Gilly - Duvel Willebroek 72-66

## Play-offs
- Best of three Kwart Finale

GoodYear Belgacom Aalst - Canada Dry Castors Braine 95-82
Canada Dry Castors Braine - GoodYear Belgacom Aalst  92-84
Canada Dry Castors Braine - GoodYear Belgacom Aalst  76-84
Go Pass Pepinster - AST Gent 84-78
AST Gent - Go Pass Pepinster 71-66
AST Gent - Go Pass Pepinster 80-65
- Best of three Halve Finale

AST Gent - Sunair BC Oostende 76-79
Sunair BC Oostende - AST Gent 86-78
GoodYear Belgacom Aalst - Spirou Charleroi 88-84
Spirou Charleroi - GoodYear Belgacom Aalst 85-74
Spirou Charleroi - GoodYear Belgacom Aalst 108-83
- Best of five

Sunair BC Oostende - Spirou Charleroi 62-67
Spirou Charleroi - Sunair BC Oostende 76-64
Spirou Charleroi - Sunair BC Oostende 85-64
1928 · 1929 · 1930 · 1931 · 1932 · 1933 · 1934 · 1935 · 1936 · 1937 · 1938 · 1939 · 1940 · 1941 · 1942 · 1943 · 1944 · 1945 · 1946 · 1947 · 1948 · 1949 · 1950 · 1951 · 1952 · 1953 · 1954 · 1955 · 1956 · 1957 · 1958 · 1959 · 1960 · 1961 · 1962 · 1963 · 1964 · 1965 · 1966 · 1967 · 1968 · 1969 · 1970 · 1971 · 1972 · 1973 · 1974 · 1975 · 1976 · 1977 · 1978 · 1979 · 1980 · 1981 · 1982 · 1983 · 1984 · 1985 · 1986 · 1987 · 1988 · 1989 · 1990 · 1991 · 1992 · 1993 · 1994 · 1995 · 1996 · 1997 · 1998 · 1999 · 2000 · 2001 · 2002 · 2003 · 2004 · 2005 · 2006 · 2007 · 2008 · 2009 · 2010 · 2011 · 2012 · 2013 · 2014 · 2015 · 2016 · 2017 · 2018 · 2019 · 2020 · 2021